# مدينة بوير
مدينة بوير (بالصينية: 普洱市 )‏ هي مدينة على مستوى محافظة، في جمهورية الصين الشعبية، تتبع يونان، تبلغ مساحتها 45,385 كيلومتر مربع، رمزها البريدي هو Ville : 665000.

## المناخ
يظهر الجدول التالي التغييرات المناخية على مدار السنة لمدينة بوير:
| البيانات المناخية لـمدينة بوير                   | البيانات المناخية لـمدينة بوير | البيانات المناخية لـمدينة بوير | البيانات المناخية لـمدينة بوير | البيانات المناخية لـمدينة بوير | البيانات المناخية لـمدينة بوير | البيانات المناخية لـمدينة بوير | البيانات المناخية لـمدينة بوير | البيانات المناخية لـمدينة بوير | البيانات المناخية لـمدينة بوير | البيانات المناخية لـمدينة بوير | البيانات المناخية لـمدينة بوير | البيانات المناخية لـمدينة بوير | البيانات المناخية لـمدينة بوير |
| الشهر                                            | يناير                          | فبراير                         | مارس                           | أبريل                          | مايو                           | يونيو                          | يوليو                          | أغسطس                          | سبتمبر                         | أكتوبر                         | نوفمبر                         | ديسمبر                         | المعدل السنوي                  |
| ------------------------------------------------ | ------------------------------ | ------------------------------ | ------------------------------ | ------------------------------ | ------------------------------ | ------------------------------ | ------------------------------ | ------------------------------ | ------------------------------ | ------------------------------ | ------------------------------ | ------------------------------ | ------------------------------ |
| الدرجة القصوى °م (°ف)                            | 27.6 (81.7)                    | 29.8 (85.6)                    | 32.0 (89.6)                    | 33.4 (92.1)                    | 34.7 (94.5)                    | 33.5 (92.3)                    | 31.8 (89.2)                    | 32.3 (90.1)                    | 31.0 (87.8)                    | 29.6 (85.3)                    | 27.3 (81.1)                    | 25.5 (77.9)                    | 34.7 (94.5)                    |
| متوسط درجة الحرارة الكبرى °م (°ف)                | 21.1 (70.0)                    | 23.4 (74.1)                    | 26.4 (79.5)                    | 28.5 (83.3)                    | 28.0 (82.4)                    | 27.5 (81.5)                    | 26.5 (79.7)                    | 27.0 (80.6)                    | 26.3 (79.3)                    | 24.8 (76.6)                    | 22.4 (72.3)                    | 20.4 (68.7)                    | 25.2 (77.3)                    |
| المتوسط اليومي °م (°ف)                           | 13.4 (56.1)                    | 15.1 (59.2)                    | 18.1 (64.6)                    | 20.8 (69.4)                    | 21.9 (71.4)                    | 22.7 (72.9)                    | 22.1 (71.8)                    | 22.2 (72.0)                    | 21.3 (70.3)                    | 19.7 (67.5)                    | 16.4 (61.5)                    | 13.5 (56.3)                    | 18.9 (66.1)                    |
| متوسط درجة الحرارة الصغرى °م (°ف)                | 8.1 (46.6)                     | 8.9 (48.0)                     | 11.5 (52.7)                    | 14.8 (58.6)                    | 17.7 (63.9)                    | 19.8 (67.6)                    | 19.8 (67.6)                    | 19.6 (67.3)                    | 18.5 (65.3)                    | 16.7 (62.1)                    | 12.6 (54.7)                    | 9.3 (48.7)                     | 14.8 (58.6)                    |
| أدنى درجة حرارة °م (°ف)                          | 2.0 (35.6)                     | 3.4 (38.1)                     | 0.8 (33.4)                     | 8.3 (46.9)                     | 11.4 (52.5)                    | 14.5 (58.1)                    | 16.4 (61.5)                    | 15.1 (59.2)                    | 12.1 (53.8)                    | 8.1 (46.6)                     | 4.7 (40.5)                     | −0.3 (31.5)                    | −0.3 (31.5)                    |
| الهطول مم (إنش)                                  | 13.9 (0.55)                    | 18.1 (0.71)                    | 24.0 (0.94)                    | 52.3 (2.06)                    | 154.3 (6.07)                   | 211.3 (8.32)                   | 330.8 (13.02)                  | 290.2 (11.43)                  | 179.5 (7.07)                   | 120.9 (4.76)                   | 70.4 (2.77)                    | 21.7 (0.85)                    | 1٬487٫4 (58.55)                |
| متوسط الرطوبة النسبية (%)                        | 76                             | 68                             | 62                             | 65                             | 74                             | 82                             | 86                             | 85                             | 83                             | 82                             | 81                             | 80                             | 77                             |
| المصدر: China Meteorological Data Service Center |                                |                                |                                |                                |                                |                                |                                |                                |                                |                                |                                |                                |                                |

## التقسيمات الإدارية
- Simao, Pu'er [الإنجليزية]‏
- مقاطعة نينغر هاني ويي  [لغات أخرى]‏
- Mojiang Hani Autonomous County [الإنجليزية]‏
- Jingdong Yi Autonomous County [الإنجليزية]‏
- Jinggu Dai and Yi Autonomous County [الإنجليزية]‏
- Zhenyuan Yi, Hani and Lahu Autonomous County [الإنجليزية]‏
- Jiangcheng Hani and Yi Autonomous County [الإنجليزية]‏
- Menglian Dai, Lahu and Va Autonomous County [الإنجليزية]‏
- Lancang Lahu Autonomous County [الإنجليزية]‏
- Ximeng Va Autonomous County [الإنجليزية]‏.